# Carl Rudolf Huber

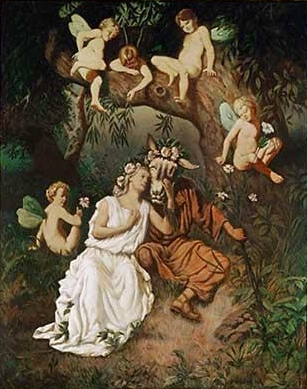
Titania in ihrer wunderbaren Täuschung begriffen (1831)

Carl Rudolf Huber (* 15. August 1839 in Schleinz, Gemeinde Walpersbach, Niederösterreich; † 28. August 1896 in Wien) war ein österreichischer Maler und Grafiker.

## Leben
Carl Rudolf Huber studierte an den Akademien der bildenden Künste in Wien und Düsseldorf. Im Jahr 1875 unternahm er gemeinsam mit Leopold Carl Müller, Hans Makart und Franz von Lenbach eine Reise nach Ägypten. Ab 1880 war er als Professor an der Akademie der bildenden Künste Wien tätig, wo er eine Schule für Tiermalerei unterrichtete, an der u. a. auch Alexander Pock sein Schüler war. Bekannt wurde Huber vor allem durch seine Tierbilder und Porträts.